# Ungulados

Os ungulados (latim científico: Ungulata) constituíam uma divisão de mamíferos que compreendia os animais de casco, como os artiodáctilos e perissodáctilos. A designação ungulados não faz parte das classificações científicas e partiu-se nas seguintes ordens de mamíferos:

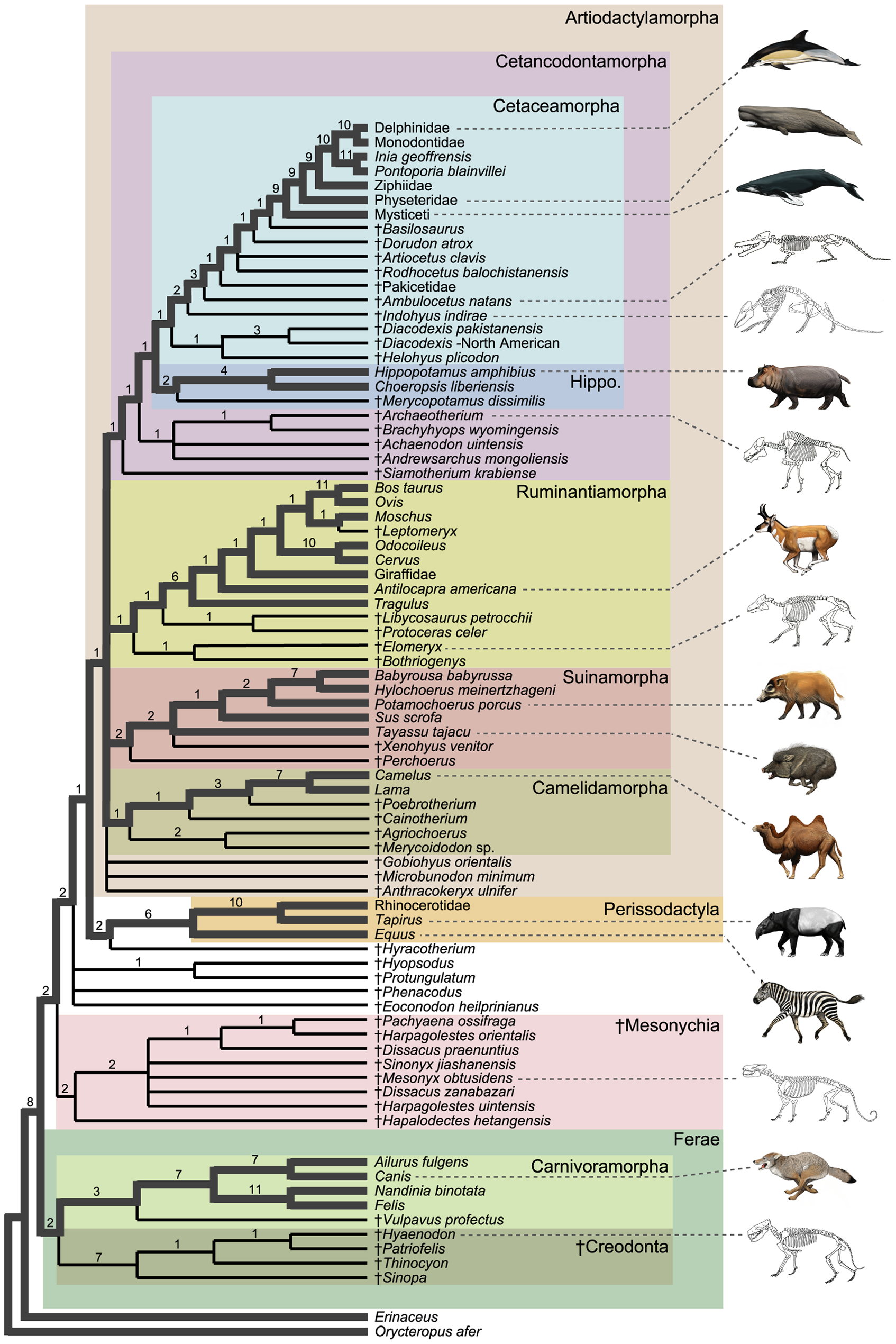
Cladograma mostrando relacionamentos dentro do Ungulata

- Perissodactyla - ungulados de cascos ímpares (cavalo e zebras, um dedo), rinoceronte e anta (três dedos);
- Artiodactyla - ungulados de cascos pares, têm dois ou quatro dedos de apoio. A maioria dos artiodáctilos tem dois dedos, característica que forma casco fendido (gado bovino, antílope, girafa, camelo etc.) e de quatro dedos são o porco, queixada e hipopótamo;
- Sirenia (da Superordem afrotheria) - que evoluíram a partir de ungulados terrestres;
- Cetacea (Baleias, Golfinhos) - também evoluíram a partir de ungulados terrestres;
- Proboscidea - elefantes (da Superordem afrotheria);
- Hyracoidea- híraxes (da Superordem afrotheria);
- Ordens extintas - Ancylopoda, Amblypoda, Condylartha, Dinocerata, Meridiungulata.

Os ungulados surgiram no Eocénico e diversificaram-se rapidamente. Têm geralmente dentes caninos reduzidos como parte de uma dentição adaptada à alimentação herbívora. A excepção são os Odontoceti, cetáceos carnívoros como a orca.

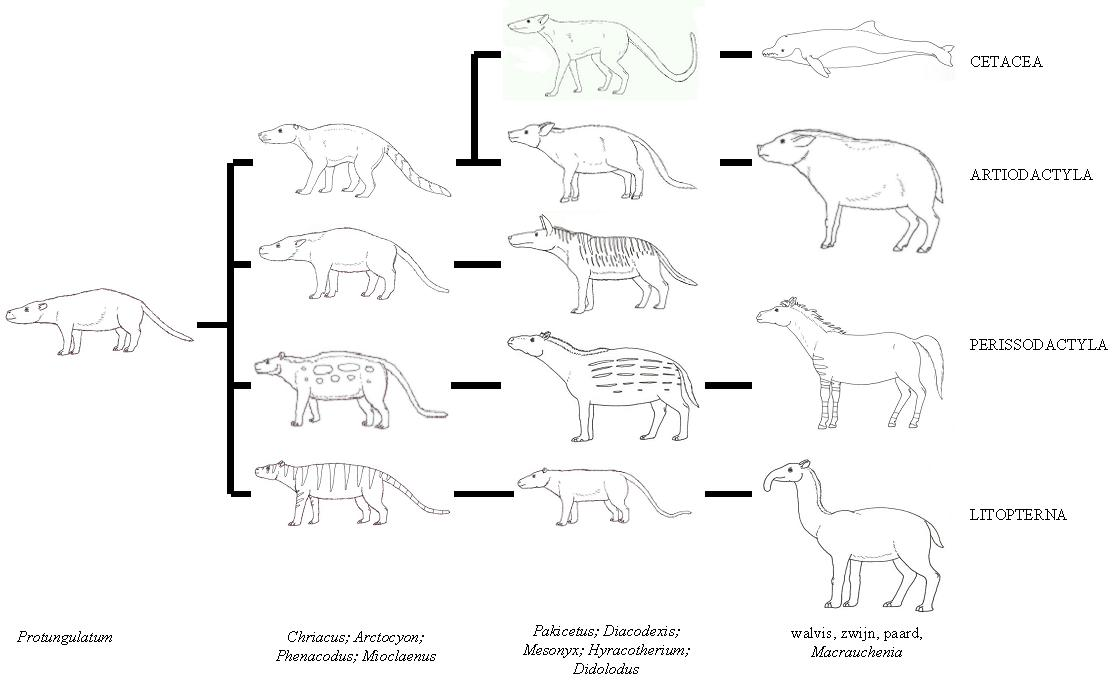
Ilustração da evolução dos ungulados